# 雙子城 (克羅埃西亞)

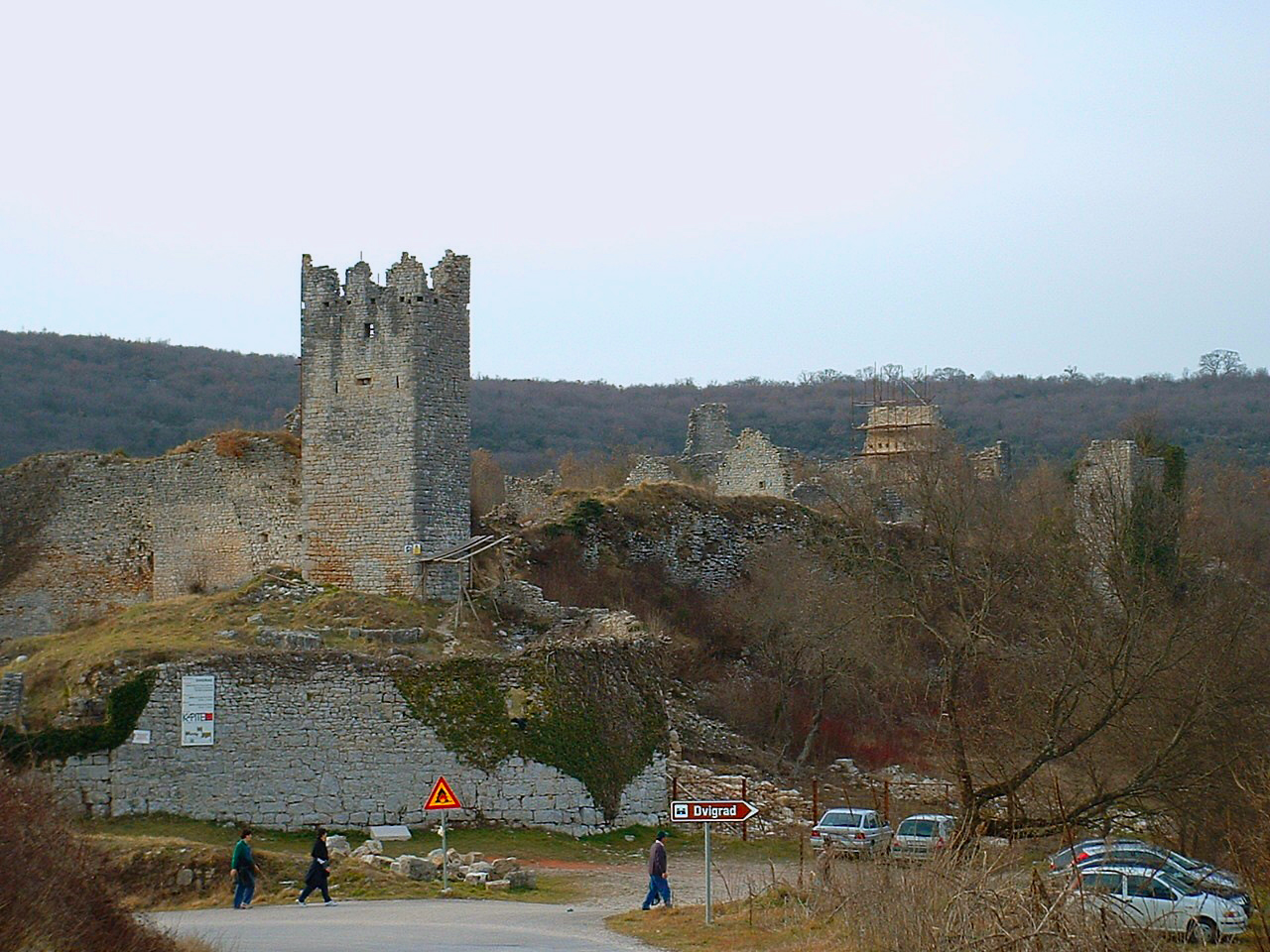
雙子城

雙子城是位於克羅埃西亞伊斯特拉半島上的一個廢棄的中世紀城市遺址。直到18世紀時，這裡仍然有人居住。伊利里亞人在史前時期就已經居住在這裡。16世紀時，這裡曾疾病肆虐。1650年時，這裡已只剩三戶家庭。1714年，最後一批居民離開這裡。現在有試圖重建該鎮的計劃。

## 外部連結
- http://www.kanfanar.hr/kultura/dvigrad （页面存档备份，存于）
- Dvigrad （页面存档备份，存于） at InfoRovinj